# 葛山氏
葛山氏（かつらやまし）は、駿河国駿東郡葛山（現在の静岡県裾野市）を本拠とした武士である。桂山とも表記されることがある。

## 出自
葛山氏は、藤原伊周の子孫とされる駿河大森氏の庶流とされる。系譜では伊周の孫である藤原（大森）親康の子・葛山惟兼を祖としている。ただ、惟兼以降の系譜の異同が激しく、不明な部分も多い。また、御宿氏を葛山氏の庶流とする説もある。

## 動向

### 鎌倉時代
鎌倉時代には御家人として登場しており、葛山景倫は3代将軍源実朝に近侍し、渡宋の命を受ける。しかし、渡宋目前になって実朝が暗殺され、悲嘆にくれた景倫は主君の菩提を弔う為に出家して「願性」と名乗って高野山へ上がった。その時、金剛三昧院で心地覚心（法灯円明国師）と出会う。亡き主君の生母である北条政子から、紀伊国の由良荘の地頭職与えられ、その地に西方寺を建立。宋より帰着した心地覚心に西方寺を任せ、興国寺と改めた。この興国寺に心地覚心が弟子を伴い、その弟子（虚竹禅師・寄竹）が尺八を良く吹いたことから、これにより尺八の伝来の地として全国に広まったとされる。また、葛山小次郎（系譜上では「広重」）という人物が実朝暗殺の後に発生した承久の乱で幕府軍の一員として北条泰時に従って従軍したことが『吾妻鏡』承久3年5月22日条に見える。葛山広重は系譜上の駿河葛山氏の祖であり、景倫（願性）は傍流とされているが、傍流の存在は駿河以外の国々にも葛山氏が展開していったことを示している。鎌倉時代後期に入ると、葛山氏は北条氏得宗家との関係をより強めて御内人に近い存在となっていった。鎌倉時代末期に長崎円喜の邸宅で行われたとされる『鎌倉殿中問答記録』は今日では創作とみられているものの、この中で葛山氏（葛山六郎左衛門尉）が北条氏一門・内管領長崎氏に次ぐ地位の人物として登場するのは、当時の同氏が北条氏得宗家の家臣として相当の地位にあると認識されていたことを推測させる。

### 室町時代
鎌倉幕府滅亡時に駿河葛山氏の中に北条氏得宗家と運命を共にせず、足利氏に帰参した者も存在していた。『太平記』（巻37）には畠山国清の反乱鎮圧の際に行われた伊豆国での兵粮米徴収を巡って葛山備中守と平一揆がトラブルを起こす場面が描かれている。この備中守は伊豆に近い駿河葛山氏の一員とみられている。室町時代中期に入ると、駿河葛山氏の支配地域が鎌倉府の支配地域のすぐ外側に位置することから、室町幕府と鎌倉府の対立が深刻化すると注目されることになる。すなわち、正長元年（1428年）、幕府が鎌倉府を恐れて京都に亡命していた甲斐守護武田信重に甲斐と隣接する駿東郡佐野郷・沢田郷を与えようとして辞退された際に、葛山氏が両郷は元々自領であったと主張したため、将軍足利義教の判断で次善の策として両郷を葛山氏に与えることが決定されたのである。これは、室町幕府と鎌倉府の対立の中で鎌倉府の領域の外側に親幕府勢力の形成を急いでいた幕府が混乱状態にあった武田氏や今川氏に代わって葛山氏の存在に注目したと考えられている。これによって葛山氏は室町幕府の奉公衆（文安期の番帳には在国衆・四番と記載されている）に加えられて、北関東における京都扶持衆と同様の役目が期待されたと考えられている。一方で、駿河国の守護である今川氏の従属下にも入っており、親幕府派と反対派の内紛が続く今川家中で親幕府派として行動している。それは永享の乱において室町幕府から制度上は奉公衆として今川氏から自立している筈の葛山氏が富士氏・狩野氏・興津氏・庵原氏ら今川氏傘下の駿東地域の諸領主とともに今川氏の指揮に従うように命じた足利義教の御内書からも窺える。
こうした葛山氏と室町幕府の関係に微妙な変化が生じたのは、足利義教の子である足利政知が堀越公方として伊豆国に下った後である。駿河在国衆であった葛山氏は堀越公方の影響下に入り、京都の幕府中枢との関連が希薄になっていく。その中で明応5年（1496年）12月21日に将軍足利義澄は葛山氏が御代始の御礼をしない事を理由に上洛を命じ、従わない場合には所領を没収するという内容の奉行人奉書を出している。これは、伊勢新九郎宗瑞（北条早雲）が進めていた堀越公方である足利茶々丸（義澄の異母兄で、義澄の母を殺して公方を継いだ）の討伐、所謂「伊豆討ち入り」に堀越公方の影響下にあった葛山氏が非協力的であったことを暗に責めたものと解されている。その後は北条早雲の伊豆・相模平定に関わり、この時の縁で北条早雲の元へ葛山氏の娘（善修寺殿）が嫁ぎ、北条5代を支える北条幻庵が生まれることになる。その後、 氏広（北条早雲または氏時の子）が葛山氏の養子になって後を継いだとされている。

### 戦国時代～滅亡へ
戦国時代に入ると、駿河国の守護である今川氏の分国下の国人領主として把握されてその来歴より、今川氏から重用される一方で今川氏と勢力を接する後北条氏の一族としても存在感を示した。更に前述のように葛山氏の所領は武田氏が支配する甲斐とも接していたことから、非常に厳しい局面を迎えていた。その為、この3国間を生き抜くために様々な養子縁組を行い、葛山氏元は武田氏に甥の御宿友綱を、北条家とは北条幻庵を始めとする親戚関係をと、それぞれの勢力に人脈を要した。しかし、今川義元が桶狭間によって倒れたことで、この均衡は崩れる。一時、北条氏や武田氏を頼っていた葛山氏元は武田信玄が駿河に侵攻する際には、武田氏に味方した。しかし、氏元は北条氏への内通の嫌疑で謀殺された。氏元を殺された葛山一族は、当時最強と云われていた武田信玄と武田軍団に対して単独でクーデターを起こし、痛烈な反撃をしたが滅ぼされる。その後、その名跡を遺そうと考えた信玄が六男葛山信貞に葛山氏の娘と婚姻させ、婿養子として家督を継がせた（ただし、氏元が謀殺された前年には信貞が当主として記録に登場しているため、氏元は当主の地位を譲らされた後に信貞の立場を安定させるために粛清された可能性もある）。
この家督も天正10年（1582年）の織田信長の甲州征伐により、武田家と共に葛山信貞が甲府の甲斐善光寺において自刃したことにより滅亡した。

## 子に関する伝承
『摂戦実録』によると、武田氏の家臣である御宿友綱の子で大坂夏の陣の最終戦・天王寺・岡山の戦いにて戦死した御宿政友は、武田信玄の六男葛山信貞の実子という伝説があり、御宿政友の弟御宿貞友は、大坂の陣後に黒田家に仕えた後、出家して、葛山信哲斎と名乗った伝承がある。
詳細は葛山信貞を参照。